# Konopljika
Konopljika (lat. Vitex), rod listopadnog i vazdazelenog grmlja i drveća iz porodica usnača. Pripada mu 220 vrsta raširenih po suptropskim i tropskim predjelima, ali i po klimatski umjerenoj Euroaziji. U Hrvatskoj je poznata vrsta V. agnus-castus, gdje je poznata kao otočka konopljika, monaška konopljika ili divlji papar, a poznata je po tome što regulira neredovnu menstruaciju i stabilizira nivo prolaktina.

## Vrste
1. Vitex acuminata R.Br.
2. Vitex acunae Borhidi & O.Muñiz
3. Vitex agelaeifolia Mildbr. ex Piep.
4. Vitex agnus-castus L.
5. Vitex ajugiflora Dop
6. Vitex altissima L.f.
7. Vitex amaniensis W.Piep.
8. Vitex angolensis Gürke
9. Vitex aurea Moldenke
10. Vitex axillariflora (Merr.) Bramley
11. Vitex befotakensis Moldenke
12. Vitex benuensis Engl. ex W.Piep.
13. Vitex beraviensis Vatke
14. Vitex betsiliensis Humbert
15. Vitex bogalensis Wernham in A.B.Rendle & al.
16. Vitex bojeri Schauer in A.P.de Candolle
17. Vitex bracteata Scott Elliot
18. Vitex brevilabiata Ducke
19. Vitex brevipetiolata Moldenke
20. Vitex buchananii Baker ex Gürke in H.G.A.Engler
21. Vitex burmensis Moldenke
22. Vitex caespitosa Exell
23. Vitex calothyrsa Sandwith
24. Vitex canescens Kurz
25. Vitex capitata Vahl
26. Vitex carbunculorum W.W.Sm. & Ramaswami
27. Vitex cauliflora Moldenke
28. Vitex cestroides Baker
29. Vitex chrysleriana Moldenke
30. Vitex chrysocarpa Planch. in W.J.Hooker
31. Vitex chrysomallum Steud.
32. Vitex ciliata Pierre ex Pellegr.
33. Vitex clementis Britton & P.Wilson
34. Vitex cochinchinensis Dop
35. Vitex cofassus Reinw. ex Blume
36. Vitex collina (Montrouz.) Beauvis.
37. Vitex columbiensis Pittier
38. Vitex compressa Turcz.
39. Vitex congolensis De Wild. & T.Durand
40. Vitex cooperi Standl.
41. Vitex coursii Moldenke
42. Vitex cuspidata Hiern
43. Vitex cymosa Bertero ex Spreng.
44. Vitex degeneriana Moldenke
45. Vitex dinklagei Gürke
46. Vitex discoideoglandulosa De Wild.
47. Vitex divaricata Sw.
48. Vitex diversifolia Kurz ex C.B.Clarke in J.D.Hooker
49. Vitex djumaensis De Wild.
50. Vitex doniana Sweet
51. Vitex duckei Huber
52. Vitex duclouxii Dop
53. Vitex eberhardtii Dop
54. Vitex elakelakensis Moldenke
55. Vitex excelsa Moldenke
56. Vitex farafanganensis Moldenke
57. Vitex ferruginea Schumach. & Thonn. in C.F.Schumacher
58. Vitex fischeri Gürke
59. Vitex flava Ridl.
60. Vitex flavens Kunth in F.W.H.von Humboldt
61. Vitex floridula Duchass. & Walp. in W.G.Walpers
62. Vitex froesii Moldenke
63. Vitex gabunensis Gürke
64. Vitex gamosepala Griff.
65. Vitex gardneriana Schauer in A.P.de Candolle
66. Vitex gaumeri Greenm.
67. Vitex gigantea Kunth in F.W.H.von Humboldt
68. Vitex glabrata R.Br.
69. Vitex golungensis Baker in D.Oliver & auct. suc. (eds.)
70. Vitex grandidiana W.Piep.
71. Vitex grandifolia Gürke
72. Vitex guanahacabibensis Borhidi
73. Vitex guianensis Moldenke
74. Vitex harveyana H.Pearson in W.H.Harvey & auct. suc. (eds.)
75. Vitex hemsleyi Briq.
76. Vitex heptaphylla A.Juss.
77. Vitex hirsutissima Baker
78. Vitex hispidissima (Seem.) Callm. & Phillipson
79. Vitex holoadenon Dop
80. Vitex holocalyx Baker in D.Oliver & auct. suc. (eds.)
81. Vitex humbertii Moldenke
82. Vitex hypoleuca Schauer in A.P.de Candolle
83. Vitex ibarensis Baker
84. Vitex impressinervia Mildbr. ex Piep.
85. Vitex integrifolia Urb.
86. Vitex iraquensis Moldenke
87. Vitex keniensis Turrill
88. Vitex klugii Moldenke
89. Vitex krukovii Moldenke
90. Vitex kwangsiensis C.Pei
91. Vitex lanigera Schauer in A.P.de Candolle
92. Vitex lastellei Moldenke
93. Vitex leandrii Moldenke
94. Vitex lehmbachii Gürke
95. Vitex leucoxylon L.f.
96. Vitex lignum-vitae A.Cunn. ex Schauer in A.P.de Candolle
97. Vitex limonifolia Wall. ex C.B.Clarke in J.D.Hooker
98. Vitex lindenii Hook.f.
99. Vitex lobata Moldenke
100. Vitex lokundjensis W.Piep.
101. Vitex longipetiolata Gürke
102. Vitex longisepala King & Gamble
103. Vitex lowryi Callm.
104. Vitex lucens Kirk
105. Vitex lutea Exell
106. Vitex macrofoliola Moldenke
107. Vitex madagascariensis Moldenke
108. Vitex madiensis Oliv.
109. Vitex maranhana Moldenke
110. Vitex marquesii W.Piep.
111. Vitex martii Moldenke
112. Vitex masoalensis G.E.Schatz
113. Vitex masoniana Pittier
114. Vitex medusicalyx H.J.Lam
115. Vitex megapotamica (Spreng.) Moldenke
116. Vitex melicopea F.Muell.
117. Vitex menabeensis Capuron
118. Vitex micrantha Gürke
119. Vitex microphylla Moldenke
120. Vitex millsii M.R.Hend.
121. Vitex milnei W.Piep.
122. Vitex mollis Kunth
123. Vitex mombassae Vatke
124. Vitex mooiensis H.Pearson in W.H.Harvey & auct. suc. (eds.)
125. Vitex morogoroensis Walsingham & S.Atkins
126. Vitex mossambicensis Gürke in H.G.A.Engler
127. Vitex negundo L.
128. Vitex nlonakensis Engl. ex G.Piep.
129. Vitex novae-pommeraniae Warb.
130. Vitex obovata E.Mey.
131. Vitex orinocensis Kunth
132. Vitex oscitans Moldenke
133. Vitex oxycuspis Baker in D.Oliver & auct. suc. (eds.)
134. Vitex pachyclada Baker
135. Vitex panshiniana Moldenke
136. Vitex parviflora A.Juss.
137. Vitex patula E.A.Bruce
138. Vitex payos (Lour.) Merr.
139. Vitex peduncularis Wall. ex Schauer in A.P.de Candolle
140. Vitex perrieri Danguy
141. Vitex pervillei Baker
142. Vitex petersiana Klotzsch in W.C.H.Peters
143. Vitex phaeotricha Mildbr. ex Piep.
144. Vitex phillyreifolia Baker
145. Vitex pierreana Dop
146. Vitex pierrei Craib
147. Vitex pinnata L.
148. Vitex polygama Cham.
149. Vitex pooara Corbishley
150. Vitex praetervisa Borhidi
151. Vitex pseudocuspidata Mildbr. ex Piep.
152. Vitex pseudolea Rusby
153. Vitex pulchra Moldenke
154. Vitex pyramidata B.L.Rob.
155. Vitex queenslandica (Munir) Bramley
156. Vitex quinata (Lour.) F.N.Williams
157. Vitex regnelliana Moldenke
158. Vitex rehmannii Gürke
159. Vitex resinifera Moldenke
160. Vitex rivularis Gürke
161. Vitex rubra Moldenke
162. Vitex rubroaurantiaca De Wild.
163. Vitex rufescens A.Juss.
164. Vitex sampsonii Hance
165. Vitex scabra Wall. ex Schauer in A.P.de Candolle
166. Vitex scandens Moldenke
167. Vitex schaueriana Moldenke
168. Vitex schliebenii Moldenke
169. Vitex schomburgkiana Schauer
170. Vitex schunkei Moldenke
171. Vitex seineri Gürke ex Piep.
172. Vitex sellowiana Cham.
173. Vitex siamica F.N.Williams
174. Vitex snethlagiana Huber ex Moldenke
175. Vitex sprucei Briq.
176. Vitex stahelii Moldenke
177. Vitex stellata Moldenke
178. Vitex strickeri Vatke & Hildebr.
179. Vitex stylosa Dop
180. Vitex teloravina Baker
181. Vitex thailandica Bramley
182. Vitex thomasii De Wild.
183. Vitex thorelii Dop
184. Vitex thyrsiflora Baker
185. Vitex tomentosa (Munir) Bramley
186. Vitex tomentulosa Moldenke
187. Vitex trichantha Baker
188. Vitex triflora Vahl
189. Vitex trifolia L.
190. Vitex tripinnata (Lour.) Merr.
191. Vitex tristis Scott Elliot
192. Vitex turczaninowii Merr.
193. Vitex ugogoensis Verdc.
194. Vitex umbrosa Sw.
195. Vitex uniflora Baker
196. Vitex urceolata C.B.Clarke in J.D.Hooker
197. Vitex vansteenisii Moldenke
198. Vitex vauthieri DC. ex Schauer in A.P.de Candolle
199. Vitex velutinifolia Munir
200. Vitex vestita Wall. ex Walp.
201. Vitex vitilevuensis (Munir) Bramley
202. Vitex vondrozensis Moldenke
203. Vitex waterlotii Danguy
204. Vitex wimberleyi Kurz
205. Vitex yaundensis Gürke
206. Vitex yunnanensis W.W.Sm.
207. Vitex zanzibarensis Vatke
208. Vitex zenkeri Gürke
209. Vitex zeyheri Sond. ex Schauer in A.P.de Candolle

## Sinonimi
- Agnus-castus Tourn. ex Carrière
- Allasia Lour.
- Casarettoa Walp.
- Chrysomallum Thouars
- Limia Vand.
- Macrostegia Nees
- Mailelou Adans.
- Neorapinia Moldenke
- Nephrandra Willd.
- Paravitex H.R.Fletcher
- Pistaciovitex Kuntze
- Psilogyne DC.
- Pyrostoma G.Mey.
- Rapinia Montrouz.
- Tripinna Lour.
- Tripinnaria Pers.
- Tsoongia Merr.
- Varengevillea Baill.
- Viticipremna H.J.Lam
- Wallrothia Roth
- Wilckea Scop.